# Шапез
Шапез (фр. Chapaize) је насељено место у Француској у региону Бургоња, у департману Саона и Лоара.
По подацима из 2011. године у општини је живело 130 становника, а густина насељености је износила 9,45 становника/km².

## Демографија
| 1962. | 1968. | 1975. | 1982. | 1990. | 2011. |
| ----- | ----- | ----- | ----- | ----- | ----- |
| 215   | 182   | 134   | 134   | 153   | 130   |